# Renegade (australische Band)
Renegade war eine australische Thrash-Metal-Band aus Melbourne, die im Jahr 1983 gegründet wurde und sich 1988 auflöste.

## Geschichte
Die Band wurde im Jahr 1983 von Schlagzeuger Mick Scott, Bassist Steve Scott und Gitarrist Hummed Osman gegründet. Nachdem letzterer einige Monate lang keinen Kontakt mehr zur Band hatte, kam Ron Cartledge für ihn zur Band. Nachdem die Band die ersten Lieder entwickelt hatte, folgten Auftritte zusammen mit Nothing Sacred und Depression. Im Jahr 1985 nahm die Band ein Demo auf, das vier Lieder enthielt. Nachdem Johnny Feedback zur Band gekommen war, wurde das erste und einzige Album der Band Total Armageddon im Jahr 1987 veröffentlicht. Feedback verließ die Band gegen Ende 1987, sodass ex-Depression-Bassist Richard Liddy die Gitarre spielte. Gegen Ende 1988 löste sich die Band wieder auf. Das Album wurde in den Jahren 2006 und 2011 über Toxic Records, Thecoffinsslave Records und Iron Bonehead Productions wiederveröffentlicht.

## Stil
Renegade zählt zu den frühesten australischen Thrash-Metal-Bands, wobei die Musik sich an klassische Bands des Genres, wie Slayer, anlehnt. Russell Hopkinson kategorisierte die Band Mitte der 1980er aufgrund ihrer Texte auch als Black-Metal-Band.

## Diskografie
- 1985: Demo '85 (Demo, Eigenveröffentlichung)
- 1987: Total Armageddon (Album, Cleopatra Records)